# Leucodon atrovirens
Leucodon atrovirens är en bladmossart som beskrevs av Noguchi 1947 [1948. Leucodon atrovirens ingår i släktet Leucodon och familjen Leucodontaceae. Inga underarter finns listade i Catalogue of Life.